# Culasi
Culasi là đô thị loại 5 ở tỉnh Antique, Philippines. Theo điều tra dân số năm 2015, đô thị này có dân số 41.228 người trong.

## Các đơn vị hành chính
Culasi, về mặt hành chính, được chia thành 44 barangays which comprises 3 island, 11 upland, 16 coastal and 14 interior/lowland barangays.
| - Alojipan - Bagacay - Balac-balac - Magsaysay (Balua) - Batbatan Island - Batonan Norte - Batonan Sur - Bita - Bitadton Norte - Bitadton Sur - Buenavista - Buhi - Camancijan - Caridad - Carit-an | - Condes - Esperanza - Fe - Flores - Jalandoni - Janlagasi - Lamputong - Lipata - Malacañang - Malalison Island - Maniguin Island - Naba - Osorio - Paningayan - Centro Poblacion | - Centro Norte (Pob.) - Centro Sur (Pob.) - Salde - San Antonio - San Gregorio - San Juan - San Luis - San Pascual - San Vicente - Simbola - Tigbobolo - Tinabusan - Tomao - Valderama |